# Annemarie Heimann-Schwarzweber
Annemarie Heimann-Schwarzweber, geborene Schwarzweber (* 19. Juni 1913 in Pforzheim; † 31. Dezember 2007 in Lörrach), war eine deutsche Kunsthistorikerin.

## Leben
Annemarie Heimann-Schwarzweber war Tochter des Gymnasiallehrers, Autors und Publizisten Hermann Schwarzweber. Sie wuchs in Freiburg im Breisgau mit zwei Geschwistern auf. Nach ihrem Studium der Kunstgeschichte an der Universität Freiburg promovierte sie sich 1938 mit der Arbeit Das heilige Grab in der deutschen Bildnerei des Mittelalters. Ihr Doktorvater war der Kunsthistoriker Kurt Bauch, dessen Assistentin sie im Anschluss wurde. Während des Studiums lernte sie den Mediziner Hans Heimann kennen, den sie 1939 heiratete. Im Jahr 1941 brachte sie einen ersten Sohn zur Welt, arbeitete aber kurz nach der Schwangerschaft weiter. Nach dem Zweiten Weltkrieg brachte sie zwei Töchter und einen weiteren Sohn zur Welt. Die Familie zog 1949 nach Lörrach, wo sich ihr Mann als Hals-Nasen-Ohren-Arzt niederließ. Sie schloss sich dem Lörracher Museumsverein an und wirkte am Wiederaufbau des Lörracher Heimatmuseums mit, das heute als Dreiländermuseum bekannt ist. Neben vielen Aufsätzen über die Kunstgeschichte der Region verfasste sie viele fundierte Kirchenführer.
Im Frühjahr 1989 wurde ihre Arbeit mit dem Bundesverdienstkreuz am Bande gewürdigt. Im selben Jahr erkrankte Heimann-Schwarzweber schwer und verlor dabei fast vollständig ihr Augenlicht. Ihre letzten Jahre verbrachte sie in ihrem Haus in Lörrach-Tüllingen, wo sie am 31. Dezember 2007 verstarb.

## Publikationen (Auswahl)
Bücher
- Evangelische Pfarrkirche Kandern-Tannenkirch. (= Kleiner Kunstführer. Nr. 1271). Schnell & Steiner, 1981, DNB 830207139.
- Evangelische Kirche. Kandern-Riedlingen. (= Kleiner Kunstführer. Nr. 1246). Verlag Schnell und Steiner, Regensburg 1981, DNB 820820857.
- mit Leif Geiges: Kunstführer Markgräflerland. Verlagsbüro von Brandt, Mannheim 1986, ISBN 3-926260-00-9.
- Niedereggenen. (= Kleiner Kunstführer. Nr. 1214). 3. Auflage. Schnell & Steiner, München 2003, ISBN 3-7954-4935-9.

Fachartikel
- Topographie der historischen Sehenswürdigkeiten. In: Der Kreis Lörrach. 1971, S. 97.
- Die Tüllinger Kirche und ihre Fresken. In: Stadt Lörrach (Hrsg.): Unser Lörrach 1972, eine Grenzstadt im Spiegel der Zeit. Kropf und Herz Verlag, Lörrach 1973, S. 10–15.
- Julius Wilhelm. Zum Gedenken an seinen 100. Geburtstag. In: Walter Jung, Gerhard Moehring (Hrsg.): Unser Lörrach 1973. Eine Grenzstadt im Spiegel der Zeit. Kropf & Herz, Lörrach-Tumringen 1973, S. 145–154.
- Zur Kunstgeschichte im Kreisgebiet. Bildhauerkunst am Hofe des Markgrafen Rudolf III. In: Der Kreis Lörrach. Stuttgart 1980, ISBN 3-8062-0203-6, S. 115–116.
- Die Kirche zu Märkt und ihre Fresken. In: Das Markgräflerland. Heft 2/1986, S. 220–224 (Digitalisat der UB Freiburg)
- Eine Steinplastik des Meisters der Röttler Grabmäler. In: Das Markgräflerland. Heft 2/1986, S. 225–229 (Digitalisat der UB Freiburg)